# Сёр Арена
«Спаребанкен Сёр Арена» (норв. Sparebanken Sør Arena; «Южная арена») — футбольный стадион, расположенный в Кристиансанне, Норвегия. Арена вмещает 14 448 зрителей и служит домашней площадкой для команды «Старт». Он был спроектирован Кьеллом Косбергом и архитектурно похож на стадион «Акер». На этом стадионе давали концерты Элтон Джон, Долли Партон, группа A-ha и другие. Согласно УЕФА, стадион также известен как «Кристиансанд Арена».
Строительство стадиона началось в 2006 году, а открытие состоялось 15 апреля 2007 года, после того как стадион «Кристиансанн» был заменен в качестве домашней арены для Старта. Общая стоимость проекта составила 400 миллионов норвежских крон, из которых стадион обошелся в 250 миллионов норвежских крон после значительного перерасхода бюджета. Несмотря на то, что первоначально планировалось использовать искусственное покрытие, в итоге был установлен натуральный газон, но уже в мае 2012 было установлено искусственное покрытие.
Владение ареной и управляющей компанией «Старт Стадион» было передано основному кредитору — «Спаребанкен Сёр» — в 2008 году. В 2009 году обе компании были проданы Эрнсту Равнаасу. В связи с малой посещаемостью перед сезоном 2011 года, угловые зрительские места были проданы в качестве рекламных площадей, а максимальная вместимость стадиона была искусственно уменьшена до 11 700 зрителей.
В 2014 году название арены было официально изменено на «Спаребанкен Сёр Арена» в связи со спонсорством Спаребанкен Сёр, ранее она называлась просто «Сёр Арена».

## История

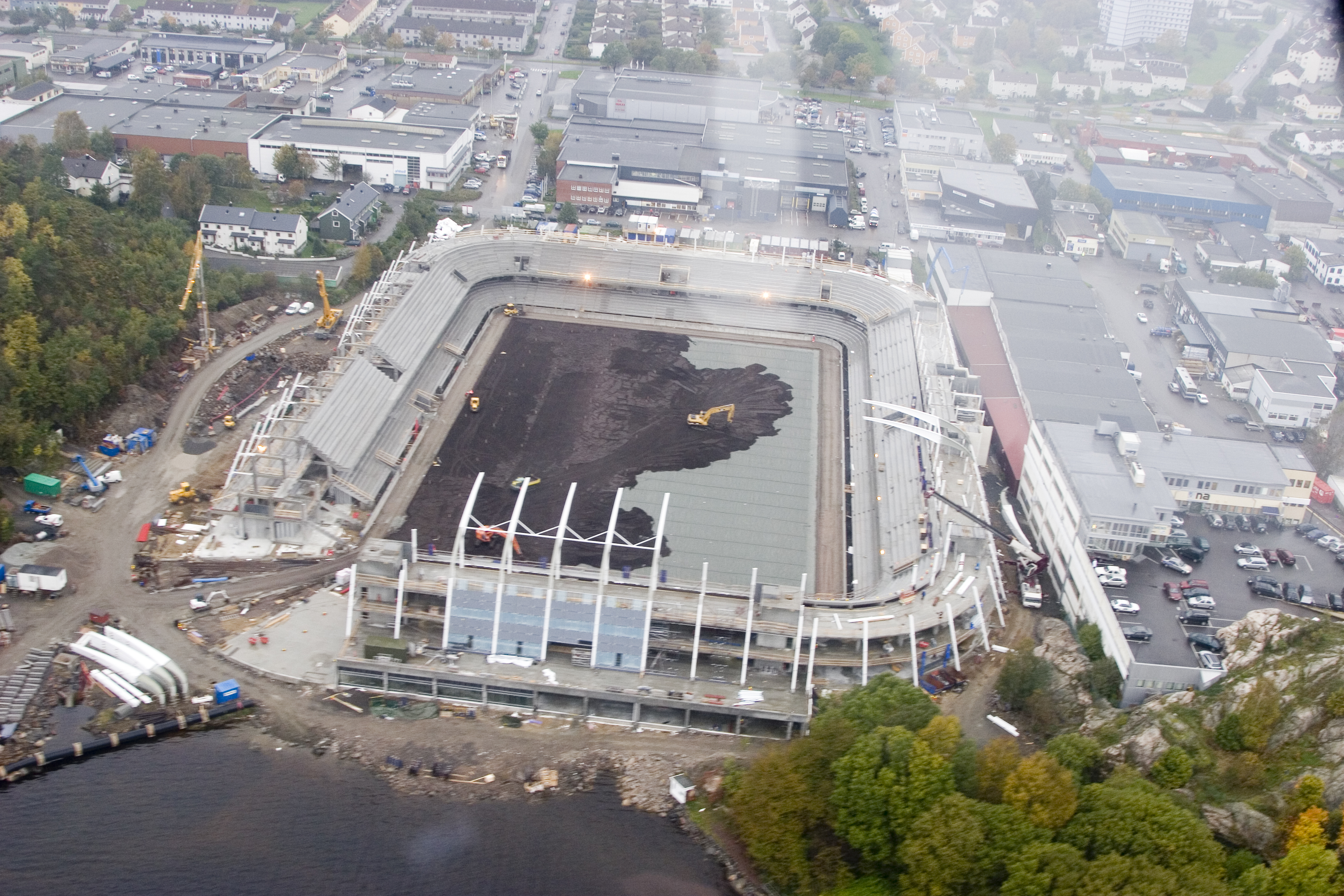
«Сёр Арена» во время строительства (19 декабря 2006)

Обычно футбольный клуб «Старт» проводил свои домашние матчи на муниципальном стадионе «Кристиансанн». Однако, в мае 2005 года городской совет утвердил планы по строительству нового стадиона для клуба. Стоимость проекта оценивалась в 177 миллионов норвежских крон, из которых 120 миллионов норвежских крон выделялись на сам стадион, а оставшиеся средства предназначались для строительства коммерческой недвижимости.
Клуб провел архитектурный конкурс и получил шесть предложений. В результате, компания «Start Toppfotball» выбрала дизайн, предложенный Кьеллом Косбергом из «Kosbergs Arkitektkontor», который ранее спроектировал стадион Акер и Брискеби. Изначально предложение предусматривало вместимость до 9 948 зрителей, однако возможно было изменения планов, что давало бы возможность увеличить вместимость. Совладелец клуба, Эрнст Равнаас, заявил, что учитывая высокую посещаемость, он хотел бы построить стадион большего размера, чем предлагалось изначально. Финансирование строительства было запланировано за счет бесплатного участка от муниципалитета Кристиансанна и кредита в размере 40 миллионов норвежских крон, гранта в размере 20 миллионов норвежских крон от муниципального фонда культуры, 20 норвежских крон в качестве возмещения налога на добавленную стоимость, от 10 до 20 миллионов норвежских крон в виде продажи коммерческой недвижимости, от 30 до 40 миллионов норвежских крон в виде банковского кредита, а оставшаяся часть была покрыта уставным капиталом от «Start Toppfotball».

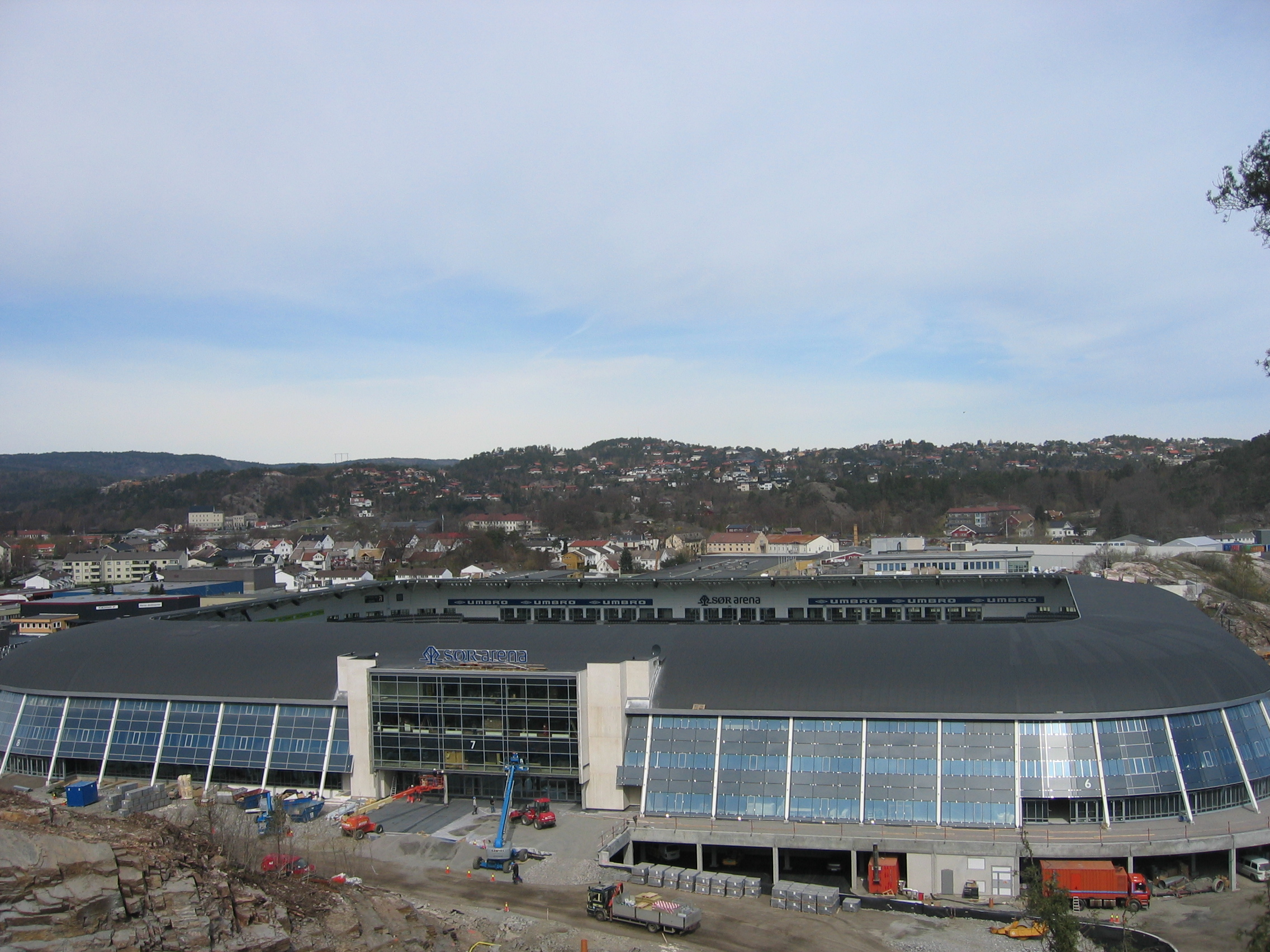
«Сёр Арена» во время строительства (14 апреля 2007)

В октябре клуб объявил о намерении профинансировать расширить стадион до 14 000 мест, продав часть участка застройщику, который построит на нем 17-этажное здание. В декабре компания «Rasmussengruppen» купила акции «Start Toppfotball» за 45 миллионов норвежских крон и заплатила 15 миллионов норвежских крон за право строительства коммерческой недвижимости площадью 11 000 квадратных метров вместе со стадионом, а также получила возможность купить высотный участок за 25 миллионов норвежских крон, который был приобретен муниципалитетом за 15 миллионов норвежских крон. Благодаря бесплатному участку для стадиона, «Start Toppfotball» получила субсидию от муниципалитета в размере 25 миллионов норвежских крон на строительство.
Однако возник конфликт по поводу того, использовать ли естественный или искусственный газон на стадионе. Кристофер Хестад, один из звездных игроков клуба, заявил, что не будет продолжать играть за команду, если будет использоваться искусственное покрытие. В контракте с муниципалитетом было указано, что стадион должен иметь искусственное покрытие. Однако в марте «Start Toppfotball» решил использовать естественную траву и, если необходимо, оплатить муниципалитету строительство ещё одного стадиона с искусственным покрытием. Название стадиона было объявлено 21 октября, после того как клуб заключил десятилетнее соглашение о правах на название со «Спаребанкен Сёр» на сумму 35 миллионов норвежских крон. Права на продажу прав на название были переданы от владельца стадиона компании «Rettighetskompaniet AS», которая впоследствии продала их «Спаребанкен Сёр».

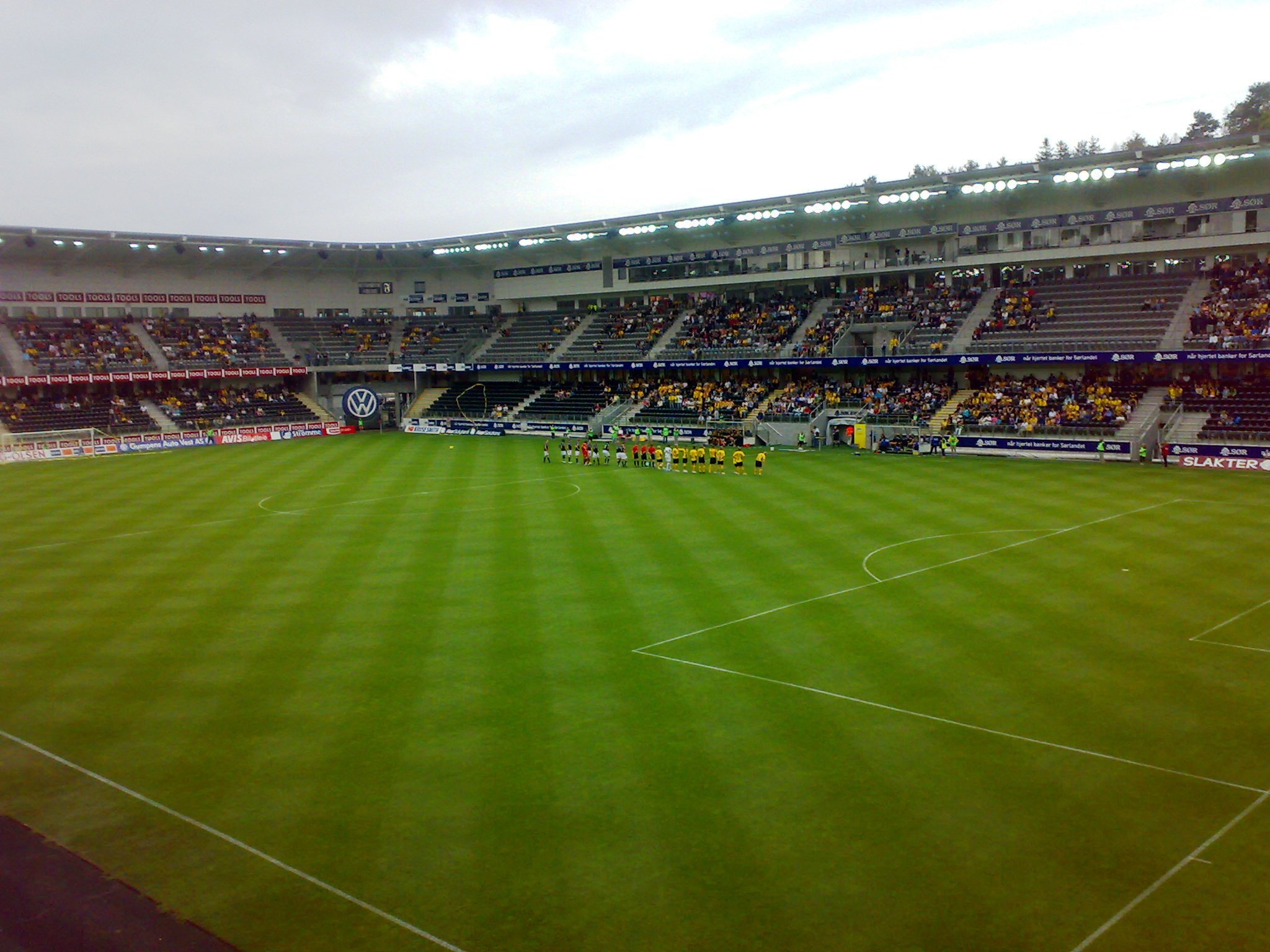
Поле арены (6 июля 2008)

Строительство стадиона было связано с значительными издержками, вызванными увеличением размеров как зрительских, так и коммерческих зон, повышением стандартов для VIP-помещений, общим увеличением затрат на строительство и сроком завершения объекта к началу сезона. Общая сумма инвестиций превысила 400 миллионов норвежских крон, из которых 250 миллионов были оплачены компанией «Start Toppfotball». В результате у компания стадиона возникла задолженность на 173 миллиона норвежских крон, кроме того, было внесено 60 миллионов норвежских крон в виде акционерного капитала. В ноябре 2007 года «Start Toppfotball» продала 2 500 квадратных метров коммерческих площадей на стадионе за 25 миллионов норвежских крон, чтобы покрыть часть издержек.
Открытие стадиона состоялось 15 апреля 2007 года в первом матче чемпионата против «Викинга». Игра привлекла 14 448 зрителей, что стало рекордной посещаемостью, и это единственный матч когда все билеты были распроданы. Однако после открытия поле было самым плохим в лиге, и к маю траву в штрафных площадках и вдоль одной стороны поля пришлось заменить. К 2010 году качество поля значительно улучшилось. Стоимость подготовки поля, включая уборку снега, перед началом сезона составляет около 500 000 норвежских крон. В преддверии сезона 2008 года пришлось заменить 1400 клубных сидений за 1,5 миллиона норвежских крон. Это произошло из-за того, что сидения были предназначены для использования в помещении, и не были предприняты необходимые меры предосторожности для их защиты.
Стадион был оценен в балансовую стоимость 230 миллионов норвежских крон, что значительно превышало его реальную стоимость. Как следствие, «Start Toppfotball» был вынужден списать свои инвестиции. Для финансирования этого списания главный кредитор «Спаребанкен Сёр» купил стадион за 2600 норвежских крон 23 декабря 2008 года. Клуб подписал 40-летнее соглашение об аренде стадиона у «Спаребанкен Сёр» за 12 миллионов норвежских крон в год. 7 марта 2009 года банк также купил оставшиеся акции «Start Toppfotball», став единоличным владельцем клуба и стадиона. «Спаребанкен Сёр» предложил муниципалитету Кристиансанна купить «Спаребанкен Сёр Арену» за 100 миллионов норвежских крон, но это предложение было отклонено 29 мая. Позже, 25 июня, банк продал «Start Stadion» и «Start Toppfotball» Эрнсту Равнаасу за символическую сумму в 1 норвежскую крону каждый объект. В момент продажи у «Start Stadion» была задолженностью в размере 34 миллионов норвежских крон перед «Start Toppfotball», 60 миллионов норвежских крон перед «Спаребанкен Сёр» и 40 миллионов норвежских крон перед муниципалитетом Кристиансанна. Как результат, «Спаребанкен Сёр» потерял 80 миллионов норвежских крон в сделках с «Start Stadion» и «Спаребанкен Сёр Ареной».

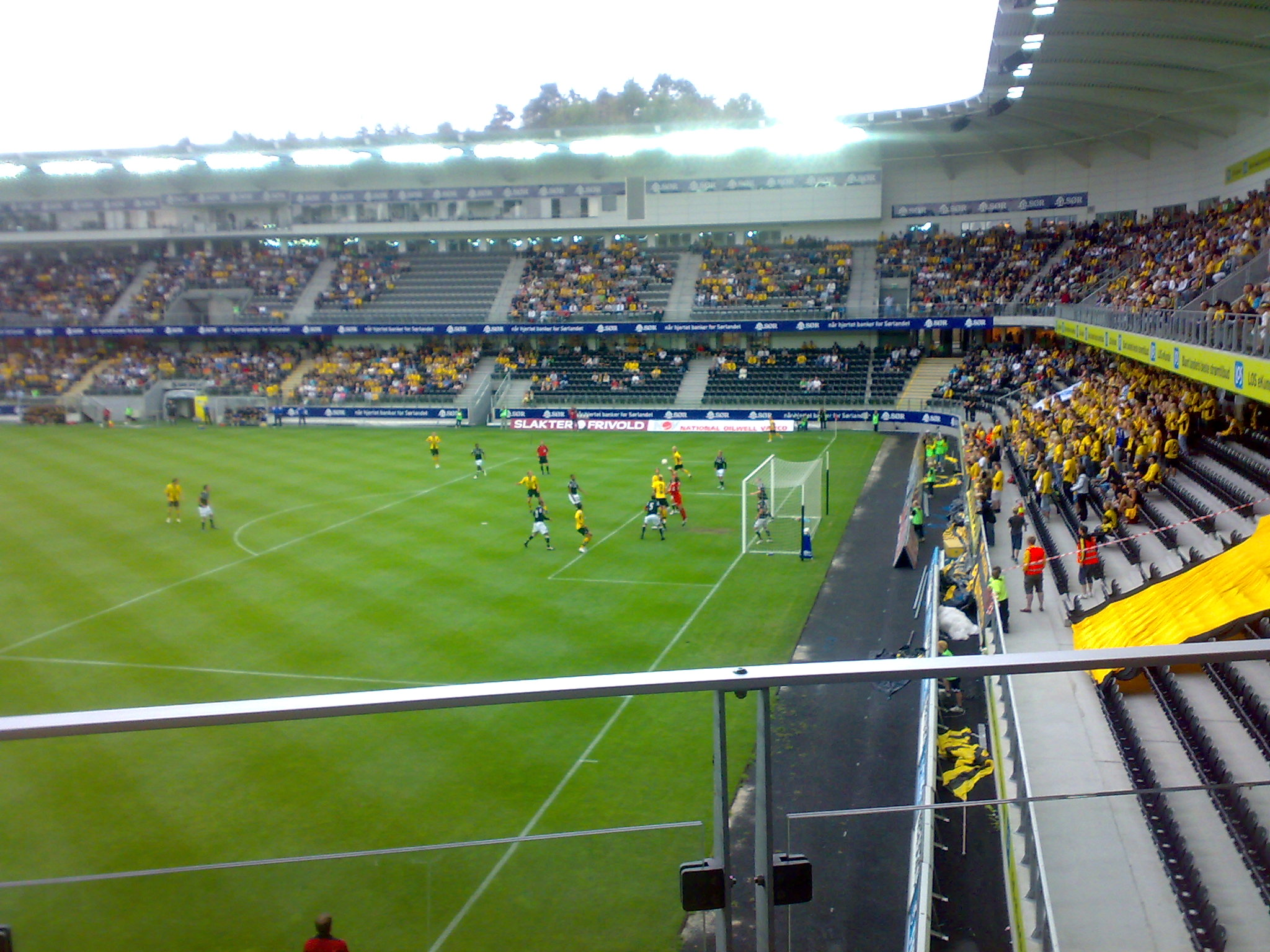
Вид изнутри Арены (6 июля 2008)

В 2009 и 2010 годах посещаемость игр на стадионе снизилась, поэтому перед сезоном 2011 года клуб принял решение уменьшить вместимость стадиона до 11 700, продав рекламные баннеры для покрытия угловых зрительских мест. Целью было улучшить атмосферу и облегчить продажу билетов. В феврале 2012 года окружной суд Кристиансанна приговорил «Start Stadion» уплатить налог на добавленную стоимость в размере 6,4 миллиона норвежских крон за права на название стадиона. Клуб настаивал на том, что эти права не подлежат налогообложению. После сезона 2011 года «Старт» опустился в ОБОС-лигу, но выиграв её в 2012 году и вернулся в высшую лигу в 2013 году. Чтобы улучшить финансовое положение клуба, «Старт» согласился установить искусственный газон на «Спаребанкен Сёр Арена» в обмен на 250 000 норвежских крон муниципального финансирования. Удаление естественной смолы началось 28 мая 2012 года.
Однако, «Start Stadion» был затянут в судебный процесс с Норвежским налоговым органом, касающийся уплаты налога на добавленную стоимость за право использования названия стадиона. Компания проиграла дело в Апелляционном и Верховном судах и была вынуждена заплатить 9 миллионов норвежских крон налогового долга. Таким образом, в мае 2013 года компания объявила о банкротстве, имея долг в размере 107 миллионов норвежских крон. В то же время муниципалитет начал переговоры с «Спаребанкен Сёр» о покупке стадиона. Однако футбольный экономист Тор Гейр Квинен заявил, что «Спаребанкен Сёр» уже потратил 200 миллионов норвежских крон на субсидирование «Старта» и что муниципалитет и банк финансировали дефицит клуба неоднократно. В октябре 2013 года муниципалитет объявил о плане, согласно которому они выкупят банковский кредит в размере 54 миллионов норвежских крон за 44 миллиона норвежских крон и получат все акции компании стадиона. В свою очередь, банк выкупит права на название стадиона на следующие 10 лет за 10 миллионов норвежских крон, а также получит не проданную коммерческую недвижимость. В результате компания стадиона будет задолжать муниципалитету 64 миллиона норвежских крон, в сравнении с предыдущей суммой в 46 миллионов норвежских крон.

## Услуги

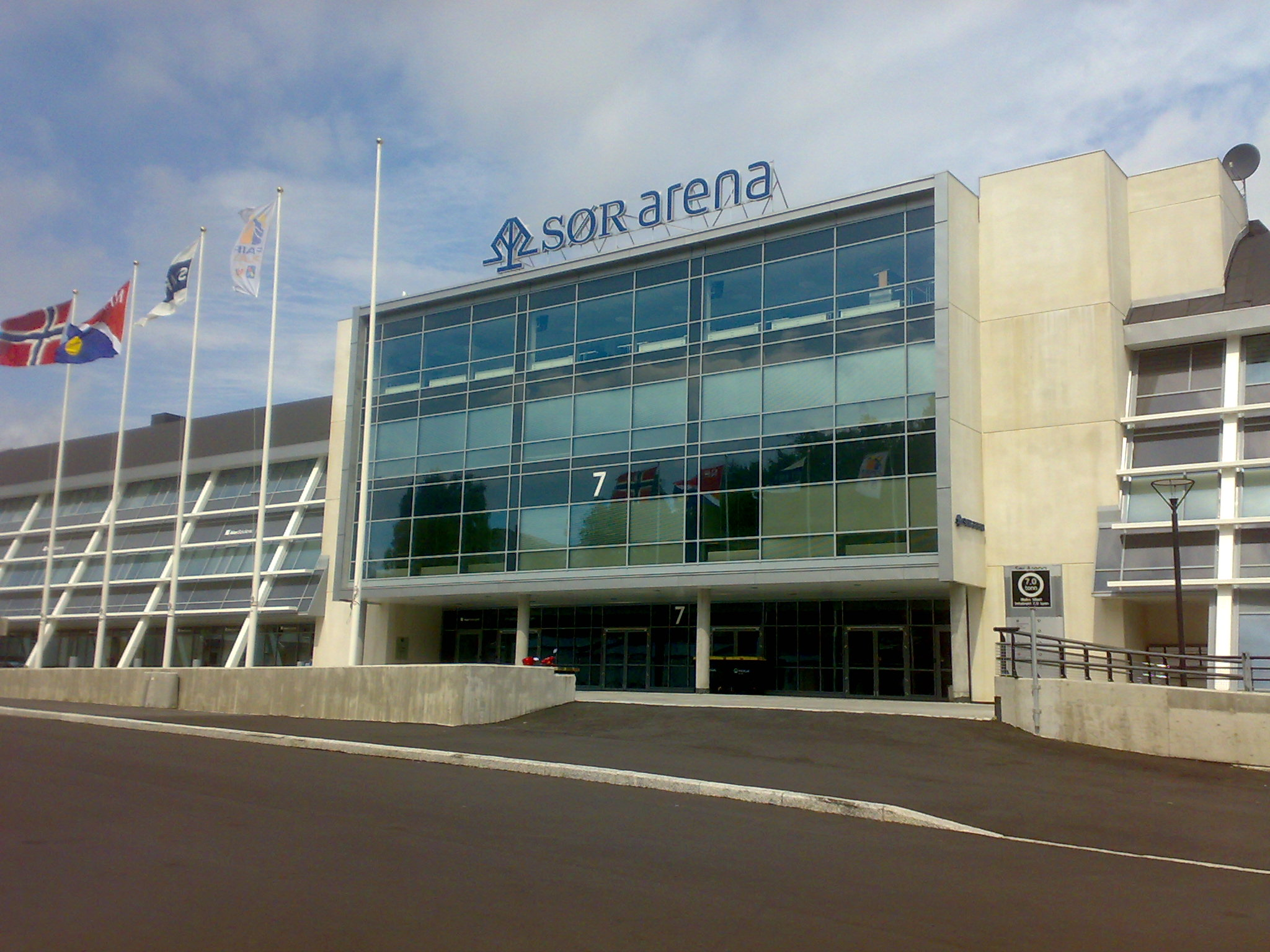
Центральный вход

Стадион может вместить до 14 563 зрителей, в том числе 1 400 VIP-мест. Однако, количество мест было сокращено до 11 700. Кроме того, на территории стадиона есть коммерческие помещения, занимающие площадь 22 000 квадратных метров. Архитектурный стиль стадиона похож на домашнюю арену футбольного клуба «Молде» — стадион «Акер», который также был разработан Косбергом. Интересный факт: зимой поля стадиона иногда превращается в каток для игры в хоккей или место для игры в футбол на льду, когда из-за холодной погоды оно покрывается слоем льда толщиной до 10 сантиметров.

## События
На стадионе «Спаребанкен Сёр Арена» в Норвегии проходили различные спортивные и культурные события. Например, 20 ноября 2007 года сборная Норвегии по футболу до 21 года одержала победу над сборной Эстонии со счетом 2:0. 3 мая 2008 года на этом же стадионе прошел отборочный матч чемпионата Европы по футболу 2009 среди женщин, в котором сборная Норвегии одолела сборную Израиля со счетом 7:0. Также на «Спаребанкен Сёр Арена» состоялся финал турнира Международный кубок вызова 2013, в котором сборная Норвегии до 23 лет потерпела поражение в дополнительное время от команды Турции A2 со счетом 0:1.
Кроме спортивных мероприятий, на стадионе проводились концерты. Так, в 2007 году здесь выступил Элтон Джон, собравший 19 000 зрителей, а в 2008 году — Долли Партон. В 2010 году на «Спаребанкен Сер Арена» выступила группа A-ha. В 2008 году здесь также прошел тур с участием участников реалити-шоу «Norske Talenter» (российский аналог Минуты славы) и «Idol» (российский аналог Народный артист), на который пришло всего 800 человек, включая бесплатные билеты. С 2011 года на этом стадионе проводятся финалы PlussbankCup, юношеского футбольного турнира, который проводится в Кристиансанне.
Кроме того, на «Спаребанкен Сер Арена» играет футбольный клуб «Старт». В следующем списке приведены данные по посещаемости домашних матчей команды в рамках Элитсерии за несколько лет, включая среднюю, максимальную и минимальную посещаемость. Эти данные также позволяют сравнить посещаемость «Старта» с другими командами Элитсерии. Крестиком (†) отмечены годы, в которые «Старт» выступал в Первом дивизионе.
| Сезон | Средня | Мин  | Макс   | Место | Ппримечания |
| ----- | ------ | ---- | ------ | ----- | ----------- |
| 2007  | 11 216 | 9056 | 14 448 | 6     | [ 36 ]      |
| 2008  | 7455   | 5885 | 13 329 | 1     | [ 37 ]      |
| 2009  | 8288   | 6627 | 10 793 | 8     | [ 38 ]      |
| 2010  | 8390   | 6412 | 10 903 | 7     | [ 39 ]      |
| 2011  | 7056   | 5128 | 11 419 | 9     | [ 40 ]      |
| 2012  | 4373   | 3437 | 5760   | 1     | [ 41 ]      |
| 2013  | 6183   | 4729 | 10 345 | 8     | [ 42 ]      |
| 2014  | 5962   | 4768 | 8555   | 9     | [ 43 ]      |
| 2015  | 6155   | 4683 | 9239   | 8     | [ 44 ]      |
| 2016  | 4466   | 3401 | 7273   | 11    | [ 45 ]      |
| 2017  | 4092   | 2896 | 8066   | 1     | [ 46 ]      |
| 2018  | 4772   | 3068 | 10 419 | 9     | [ 47 ]      |
| 2019  | 5255   | 4566 | 7150   | 1     | [ 48 ]      |
| 2020  | 307    | 200  | 600    | 8     | [ 49 ]      |
| 2021  | 1567   | 265  | 2316   | 4     | [ 50 ]      |
| 2022  | 4248   | 3042 | 6582   | 2     | [ 51 ]      |

1. 1 2  Низкая посещаемость обусловлена ограничениями COVID-19